# Altes Pfarrhaus (Inveraray)

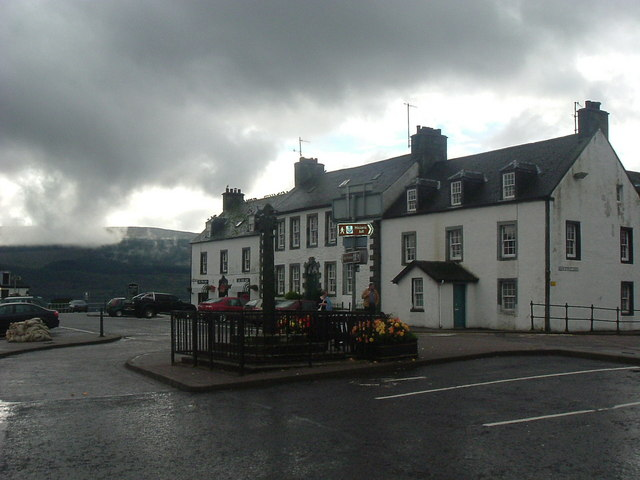
Gebäude am Hafen von Inveraray. Das alte Pfarrhaus ist das linke Gebäude.

Das alte Pfarrhaus von Inveraray ist ein Gebäude nahe dem Ufer von Loch Fyne in der schottischen Stadt Inveraray, das gegenüber dem Schiffsanleger gelegen ist. Es stand einst dem Geistlichen der unweit gelegenen Inveraray Parish Church zur Verfügung. Ebenerdig ist heute ein Geschäft namens The Pier Shop untergebracht. In den Obergeschossen sind Wohnungen eingerichtet.
Das Gebäude wurde im Jahre 1776 fertiggestellt  und gehört damit zu den frühen Bauwerken im Kern der Planstadt Inveraray. Die Originalpläne des Architekten Robert Mylne für diesen Straßenzug befinden sich in Besitz des Dukes of Argyll. 1966 wurde das alte Pfarrhaus in die schottischen Denkmallisten in der höchsten Kategorie A aufgenommen.

## Beschreibung
Das zweistöckige alte Pfarrhaus weist typische Merkmale der Georgianischen Architektur auf. Die mittig eingelassene und mit einem abgesetzten Zierbogen versehene Eingangstür ist von zwei Schaufenstern umgeben, welche nicht dem Originalzustand des Gebäudes entsprechen und im Zuge der Einrichtung des Ladengeschäftes eingebaut wurden. Im Obergeschoss sind Sprossenfenster verbaut. Das Gebäude schließt mit einem schiefergedeckten Satteldach ab. Beidseitig erhellen jeweils zwei Dachgauben mit Walmdächern die Wohnräume im Dachgeschoss. Alle Fassaden sind in der traditionellen Harling-Technik verputzt.